# Rhaphuma bicolorifemoralis
Rhaphuma bicolorifemoralis là một loài bọ cánh cứng trong họ Cerambycidae.